# عباس حکمت آرا
عبّاس حکمت آرا عبّاس حکمت آرا در سال ۱۳۱۱ در شیراز متولّد شد. وی به کارهای هنری مانند: موسیقی و بازیگری علاقه‌مند بود. دوران سربازی را در کرمانشاه گذراند و در سفری که محمّدرضا شاه به کرمانشاه داشت، در مقابل وی داستان جنگ نادر در هند را بازی کرد و وی را تحت تأثیر قرار داد. بعدها به تهران مهاجرت کرد. شغل اصلی وی دبیری بود و به دلیل علاقه زیاد به بازیگری وارد عرصه سینما و تئاتر شد و در چندین فیلم سینمایی ایفای نقش کرد.
فیلم های سینمایی:
1- یک روز گرم (علی عسگری ، ۱۳۶۳)
۲- تفنگدار (جمشید حیدری ، ۱۳۶۲)
۳- زن (یوسف ایروانی ، ۱۳۵۶)
۴- هیولا (سیامک یاسمی ، ۱۳۵۵)
۵- صمد خوشبخت می شود (پرویز صیّاد ، ۱۳۵۴)
۶- گروگان (احمد شیرازی ، ۱۳۵۳)
،،،، وی در سال ۶۸ درگذشت و در شیراز به خاک سپرده شد.